# Josep Duran i Pejoán
Josep Duran i Pejoán (* um 1730 in Cadaqués; † 24. Januar 1802 in Barcelona) war ein katalanischer Kapellmeister und Komponist des Spätbarock für Opern und geistliche Musik.

## Leben und Werk
1748 trat Josep Duran als Sänger in der Kapelle des Palau de la Comtessa de Barcelona (auch Palau Reial Menor genannt) auf. Im selben Jahr wurde er zum Assistenten von Bernat Tria, dem Kapellmeister des Palastes ernannt. Er erhielt ein Stipendium dieser Hofkapelle für ein Studium bei dem renommierten Kapellmeister Francesco Durante in Neapel und vertiefte von 1749 bis 1756 seine musikalischen Kenntnisse dort. Als Komponist wurde er stark von Durante geprägt. Er wirkte auch am Conservatorio di Sant’Onofrio, wo Domènec Terradelles ihm eine Stellung verschafft hatte.
Er kehrte erst 1756 nach Barcelona zurück, obwohl Bernat Tria bereits 1754 gestorben war. Ende 1756 wurde Duran dann Kapellmeister des Palastes und anscheinend später ebenfalls an der Kathedrale. Er leitete oft Opernaufführungen am Teatre de la Santa Creu. Dies half ihm, sein Gefühl für die italienische Oper zu stärken und zu erziehen. Er war der erste katalanische Komponist, dessen Opern im eigenen Land gespielt wurden. Antigono führte er 1760, Temistocle 1762 in Barcelona auf, beide auf Libretti von Pietro Metastasio. Er ließ das Oratorium Arca de Dios („Die Arche Gottes“) unveröffentlicht, so dass es jetzt unwiederbringlich verloren scheint. Er verfasste weiterhin mehrere Messen, Psalmen und symphonische Ouvertüren. Leider sind insgesamt nur wenige Werke von Duran überkommen.
Josep Duran führte einen erbitterten Musikdisput mit Jaume Casellas, dem Kapellmeister der Kathedrale von Toledo, über den italienischen Stil in geistlichen Kompositionen, den Casellas verachtete. Die Stoßrichtung Casellas’ ging vor allem gegen Durans Madrigale a quattro voci und gegen geistliche Kompositionen von Josep Pujol, mit denen beide die Ankunft Karls III. 1759 in Barcelona feiern wollten. Durans Verteidigung gegen die polemischen Angriffe von Casellas liegt in Bologna.